# Eerste Helmersstraat 17
Eerste Helmersstraat 17-19 te Amsterdam is een gebouw aan de Eerste Helmersstraat te Amsterdam Oud-West.
Groeiend Amsterdam had behoefte aan een nieuwe vestiging voor de Geneeskundige en Gezondheidsdienst. Voor de binnenstad voerde de dienst al werkzaamheden uit in een gebouw aan de Nieuwe Achtergracht, maar andere diensten zaten verspreid over kleine ruimten in de stad. Die wilde de gemeente op één plaats hebben. De gemeente had een open plek tussen de Eerste Helmersstraat en de Overtoom, maar kon daar niet zoveel mee, omdat daar nog wat gammele huisjes stonden bekend onder de naam Sophiapark. Toen de gemeente die huisjes had opgekocht en gesloopt kon er gebouwd worden aan een groot gebouw voor de GGD. Aan de Dienst der Publieke Werken werd om een ontwerp gevraagd, architect van dienst werd Jan Leupen. Bij de opening in 1932 vond men vooral de hoeveelheid licht (grote ramen) opvallend, als ook het solarium op de bovenste etage, met een dak dat opgeschoven kon worden. De glaspartijen waren in beton gezet in plaats van in hout. Boven de entree zijn jaarstenen te vinden Anno 1932. 
Het gebouw was er bijna niet gekomen. De crisis van de jaren dertig zou tot afstel hebben geleid, ware het niet dat de gemeente niet voor die crisis het gebouw had aanbesteed (besluit bouw 1930, aanbesteding 1931). Het kostte circa 280.000 gulden om het te bouwen (excl. inrichting). Men verwachtte 600 (zomer) tot 1000 (winter) patiënten, alhoewel men destijds ook inschatte dat dat aantal zou oplopen, omdat gezondheid privé in de crisis niet op de eerste plek kwam. Het gebouw had bij oplevering een groot bouwvolume ten opzichte van de omringende portiekwoningen uit de 19e eeuw.
In de jaren negentig vestigde zich Stichting Aanvullende Dienstverlening zich in het gebouw (Gezondheidszorg en –voorlichting voor homoseksuele mannen), de zogenaamde Weekendpoli. In 2021 hebben de HIV-Vereniging en Gay Amsterdam News er een vestiging. Al eerder vond er de organisatie plaats van Europride. 

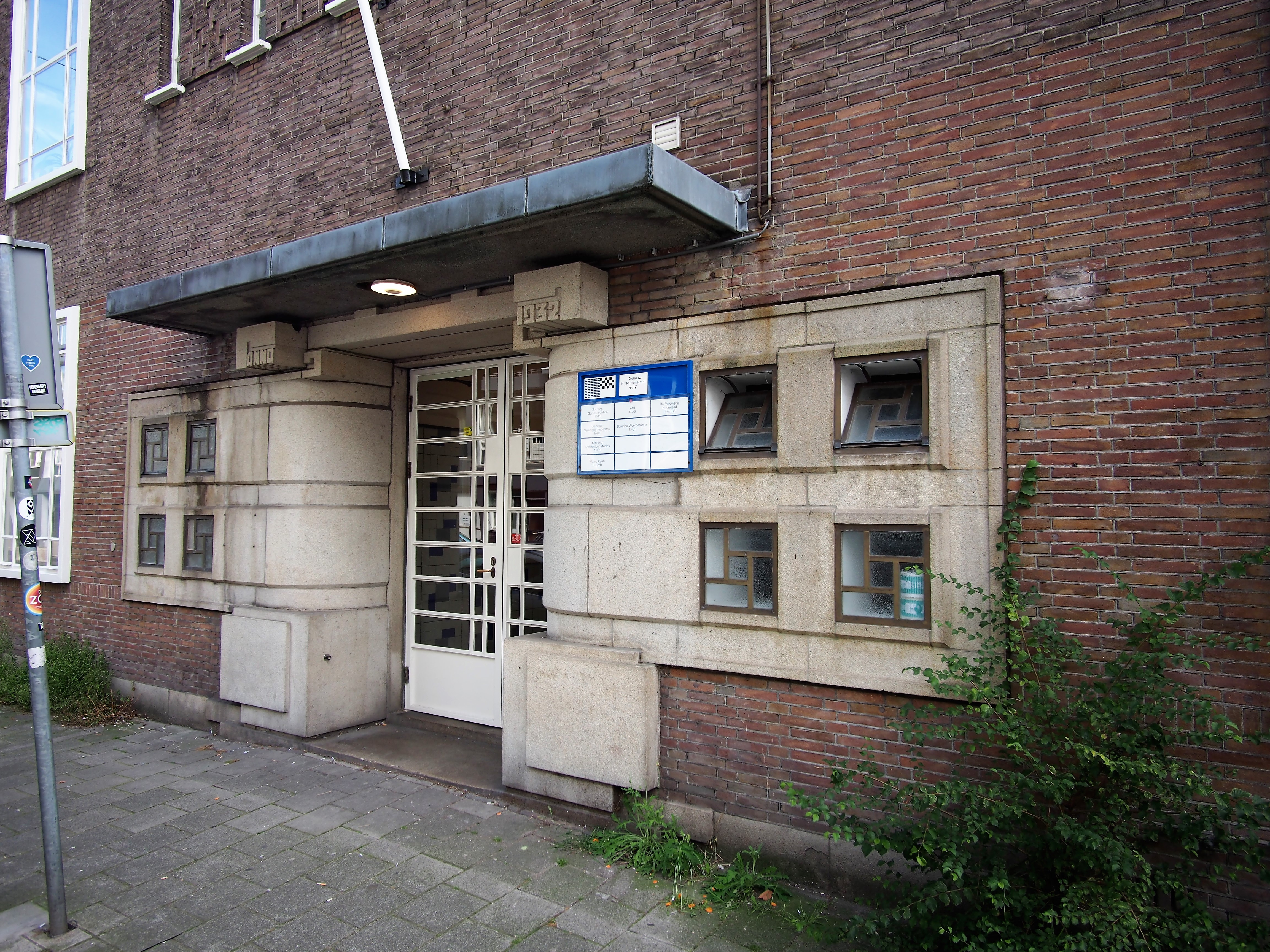
Toegang (september 2017)

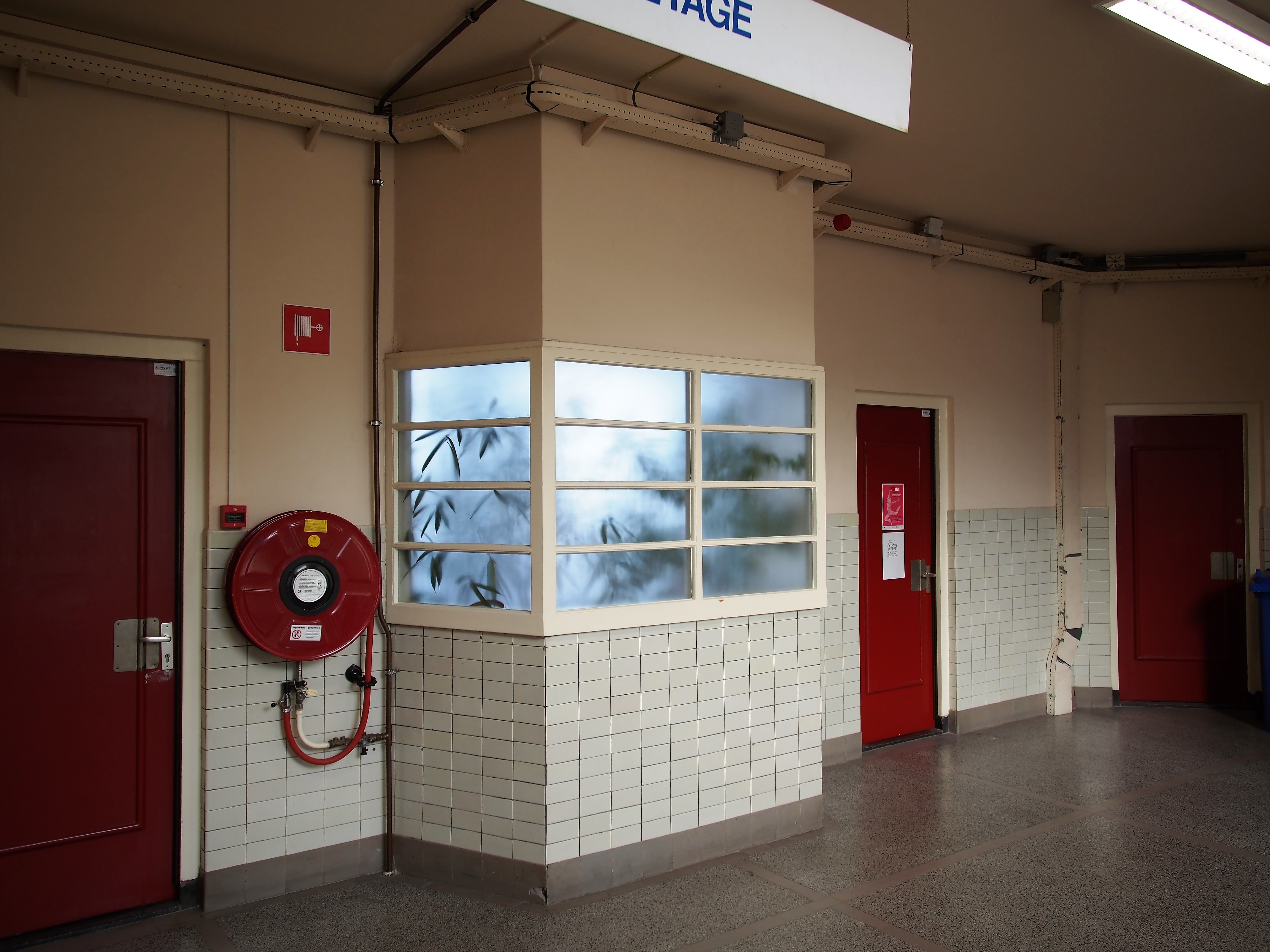
Interieur (september 2017)